# André Vadon
Pas d'image ? Cliquez ici

a Compétitions nationales et continentales officielles uniquement.

b Matchs officiels uniquement.
André Vadon, né le 22 juin 1934 à Marseille et mort le 18 septembre 2024 au Pontet,,, est un joueur de rugby à XIII dans les années 1950 et 1960 évoluant au poste de talonneur.
Formé à Cavaillon, il y fait ses premiers pas en Championnat de France. Il est ensuite appelé sous les armes et joue pour le Bataillon de Joinville durant deux années. Il rejoint ensuite le club d'Albi où il constitue un redoutable pack d'avants où il s'illustre aux côtés de Guy Berthomieu, Jean-Marie Bez, Marcel Bescos et Honoré Conti. Par trois fois, il dispute la finale du Championnat de France pour en remporter deux en 1958 et 1962 et perdue une en 1960 contre le Roanne de Jean Barthe et Claude Mantoulan. En 1966, il revient à Cavaillon en embarquant Georges Fages pour y terminer sa carrière.
Référence française à son poste de talonneur, il connaît huit sélections en équipe de France entre 1960 et 1963 avec des victoires de prestige contre l'Australie, la Grande-Bretagne et le Pays de Galles, et prend part à la Coupe du monde 1960.

## Biographie
Repéré tôt, il est international junior en équipe de France en mars 1954 aux côtés de Jean Vergès (XIII Catalan), Gilbert Alberti (Carcassonne), Georges Fages (Albi), Jean Rouqueirol (Avignon) et ses coéquipiers de club de Cavaillon, René Ovili et Jean Leydier.
Lors d'une tournée de l'équipe de France, André Vadon est reconnu coupable d'avoir bousculé un arbitre, M. Belsham, avec Alain Perducat. Ce fait l'interdira à vie de remettre les pieds en Nouvelle-Zélande.
Après sa carrière sportive, André Vadon occupe des rôles importants au sein de la Fédération française de rugby à XIII. Il est nommé en 1978 dans la commission chargée de la sélection de l'équipe de France aux côtés de Roger Garrigue, Pierre Escourrou et José Calle, jusqu'en 1981 aux côtés de Michel Maïque, Francis Lévy et Jean-Pierre Clar.
Dans le civil, il travaille comme fermier.

## Palmarès
- Collectif :
  - Vainqueur du Championnat de France : 1958 et 1962 (Albi).
  - Finaliste du Championnat de France : 1960 (Albi).

### Détails en sélection
| 1. | 2 juillet 1960  | Australie        | 6-56  | Test-match     | Talonneur | - | - | - | - |
| 2. | 16 juillet 1960 | Australie        | 7-5   | Test-match     | Talonneur | - | - | - | - |
| 3. | 23 juillet 1960 | Nouvelle-Zélande | 2-9   | Test-match     | Talonneur | - | - | - | - |
| 4. | 6 août 1960     | Nouvelle-Zélande | 3-9   | Test-match     | Talonneur | - | - | - | - |
| 5. | 8 octobre 1960  | Nouvelle-Zélande | 0-9   | Coupe du monde | Talonneur | - | - | - | - |
| 6. | 2 décembre 1962 | Grande-Bretagne  | 17-12 | Test-match     | Talonneur | - | - | - | - |
| 7. | 17 février 1963 | Pays de Galles   | 23-3  | Test-match     | Talonneur | - | - | - | - |
| 8. | 2 décembre 1963 | Grande-Bretagne  | 4-42  | Test-match     | Talonneur | - | - | - | - |

#### Statistiques
| Saison    | Saison                 | Championnat           | Championnat | Coupe           | Coupe      | Sélection | Sélection | Sélection | Sélection | Sélection | Sélection | Sélection |
| Saison    | Saison                 | Comp.                 | Class.      | Comp.           | Class.     | Comp.     | M         | Pts       | Ess.      | Buts      | Dp.       |           |
| --------- | ---------------------- | --------------------- | ----------- | --------------- | ---------- | --------- | --------- | --------- | --------- | --------- | --------- | --------- |
| 1952-1953 | SU Cavaillon           | Championnat de France | 11e         | Coupe de France | 1/8 finale |           |           |           |           |           |           |           |
| 1953-1954 | SU Cavaillon           | Championnat de France | 11e         | Coupe de France | 1/8 finale |           |           |           |           |           |           |           |
| 1954-1955 | SU Cavaillon           | Championnat de France | 9e          | Coupe de France | 1/4 finale |           |           |           |           |           |           |           |
| 1955-1956 | SU Cavaillon           | Championnat de France | 11e         | Coupe de France | 1/8 finale |           |           |           |           |           |           |           |
| 1956-1957 | Bataillon de Joinville | Championnat de France | 7e          | Coupe de France | 1/8 finale |           |           |           |           |           |           |           |
| 1957-1958 | RC Albigeois           | Championnat de France | Champion    | Coupe de France | 1/2 finale |           |           |           |           |           |           |           |
| 1958-1959 | RC Albigeois           | Championnat de France | 1/2 finale  | Coupe de France | 1/8 finale |           |           |           |           |           |           |           |
| 1959-1960 | RC Albigeois           | Championnat de France | Finaliste   | Coupe de France | 1/4 finale | TO        | 4         | -         | -         | -         | -         |           |
| 1960-1961 | RC Albigeois           | Championnat de France | 1/4 finale  | Coupe de France | 1/8 finale | CM        | 1         | -         | -         | -         | -         |           |
| 1961-1962 | RC Albigeois           | Championnat de France | Champion    | Coupe de France | 1/4 finale |           |           |           |           |           |           |           |
| 1962-1963 | RC Albigeois           | Championnat de France | Barrage     | Coupe de France |            |           | 2         | -         | -         | -         | -         |           |
| 1963-1964 | RC Albigeois           | Championnat de France | 1/4 finale  | Coupe de France | 1/8 finale |           | 1         | -         | -         | -         | -         |           |
| 1964-1965 | RC Albigeois           | Championnat de France | 1/4 finale  | Coupe de France | 1/2 finale |           |           |           |           |           |           |           |
| 1965-1966 | RC Albigeois           | Championnat de France | 1/2 finale  | Coupe de France | 1/8 finale |           |           |           |           |           |           |           |
| 1966-1967 | SU Cavaillon           | Championnat de France | Barrage     | Coupe de France | 1/4 finale |           |           |           |           |           |           |           |
| 1967-1968 | SU Cavaillon           | Championnat de France | Barrage     | Coupe de France | 1/8 finale |           |           |           |           |           |           |           |
| 1968-1969 | SU Cavaillon           | Championnat de France | 1/2 finale  | Coupe de France | 1/8 finale |           |           |           |           |           |           |           |
| 1969-1970 | SU Cavaillon           | Championnat de France | Barrage     | Coupe de France | 1/8 finale |           |           |           |           |           |           |           |
| 1970-1971 | SU Cavaillon           | Championnat de France | 8e          | Coupe de France |            |           |           |           |           |           |           |           |
| 1971-1972 | SU Cavaillon           | Championnat de France | 1/4 finale  | Coupe de France | 1/2 finale |           |           |           |           |           |           |           |